# Кустубаев, Азамат Тлеугабылович
Азамат Тлеугабылович Кустубаев (род. 14 июня 1992) — казахстанский борец греко-римского стиля, призёр чемпионатов Азии и Азиатских игр.

## Биография
Родился в 1992 году.
В 2014 году стал бронзовым призёром чемпионата Азии. В 2018 году завоевал бронзовую медаль Азиатских игр. В 2020 году завоевал вторую бронзовую медаль чемпионата Азии.